# اچ‌ام‌اس وایتینگ (۱۸۱۲)
اچ‌ام‌اس وایتینگ (۱۸۱۲) (به انگلیسی: HMS Whiting (1812)) یک کشتی است. این کشتی در سال ۱۸۱۱ ساخته شد.